# مركبة طرق وعرة
سيارة طرق وعرة هو ذلك النوع من السيارات التي يمكن قيادتها في أنواع مختلفة من الطرق المعبدة وغير المعبدة (الموحلة، الرملية، الجبلية ...إلخ.). تتميز هذه السيارات بعجلات خاصة أو سلاسل تسمح باستعمالات متعددة مثل العربات العسكرية أو الرياضية.

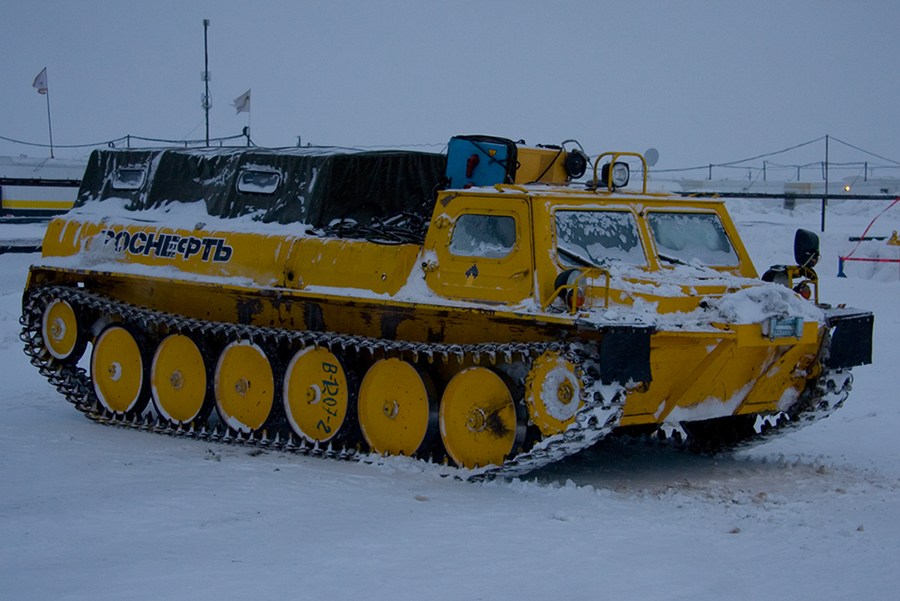
عربة بسلاسل
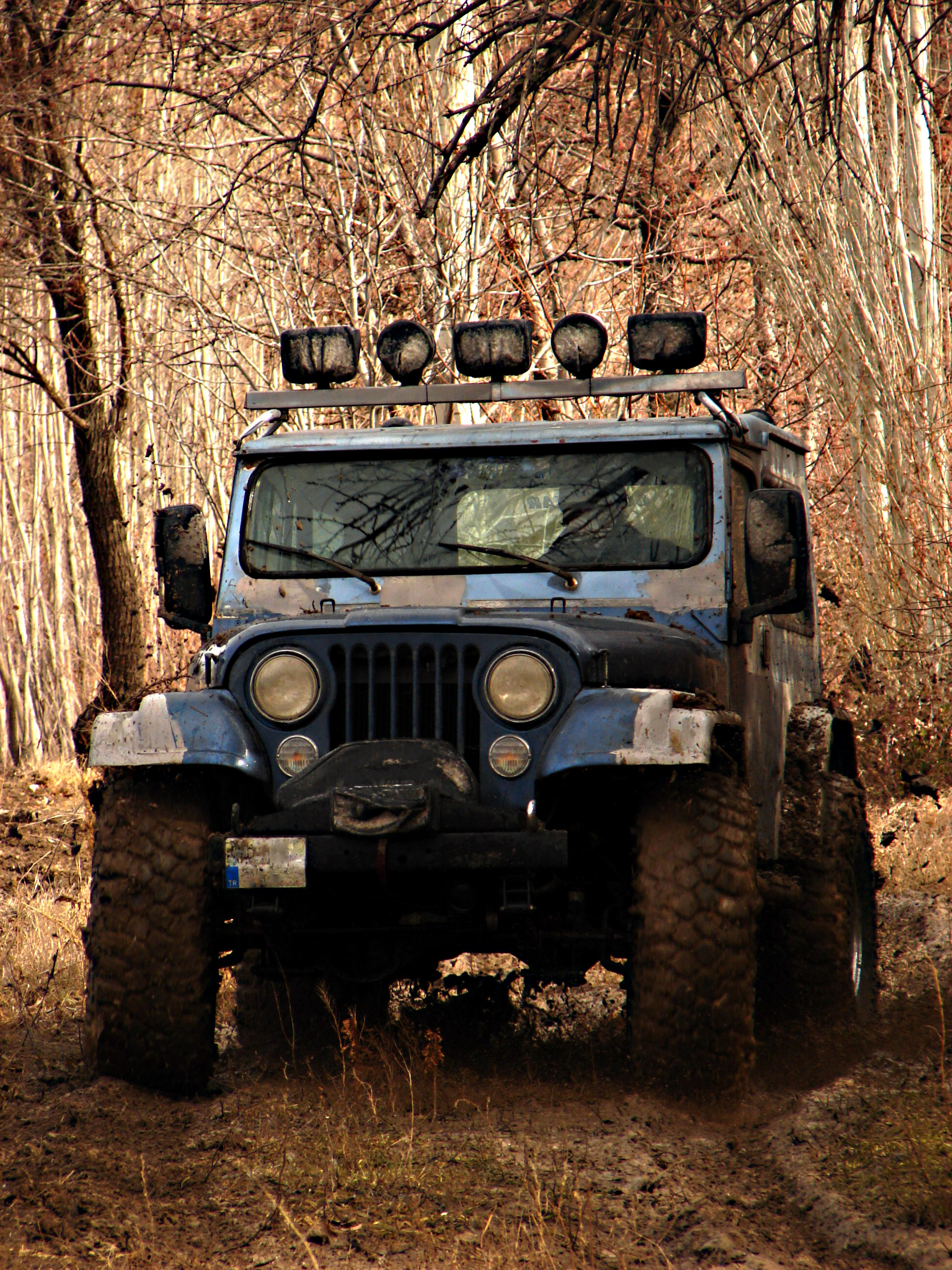
سيارة جيب
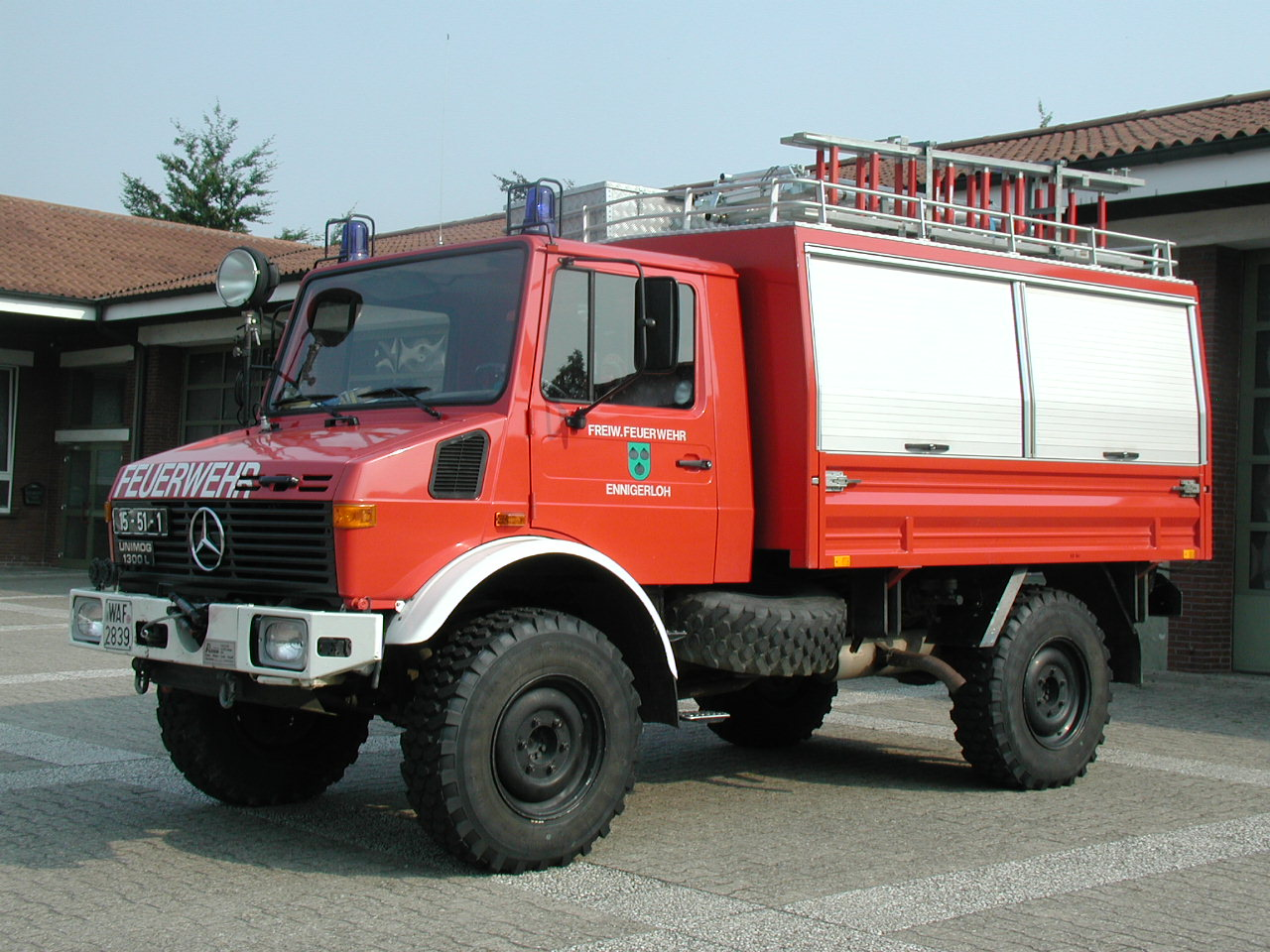
عربة إطقاء
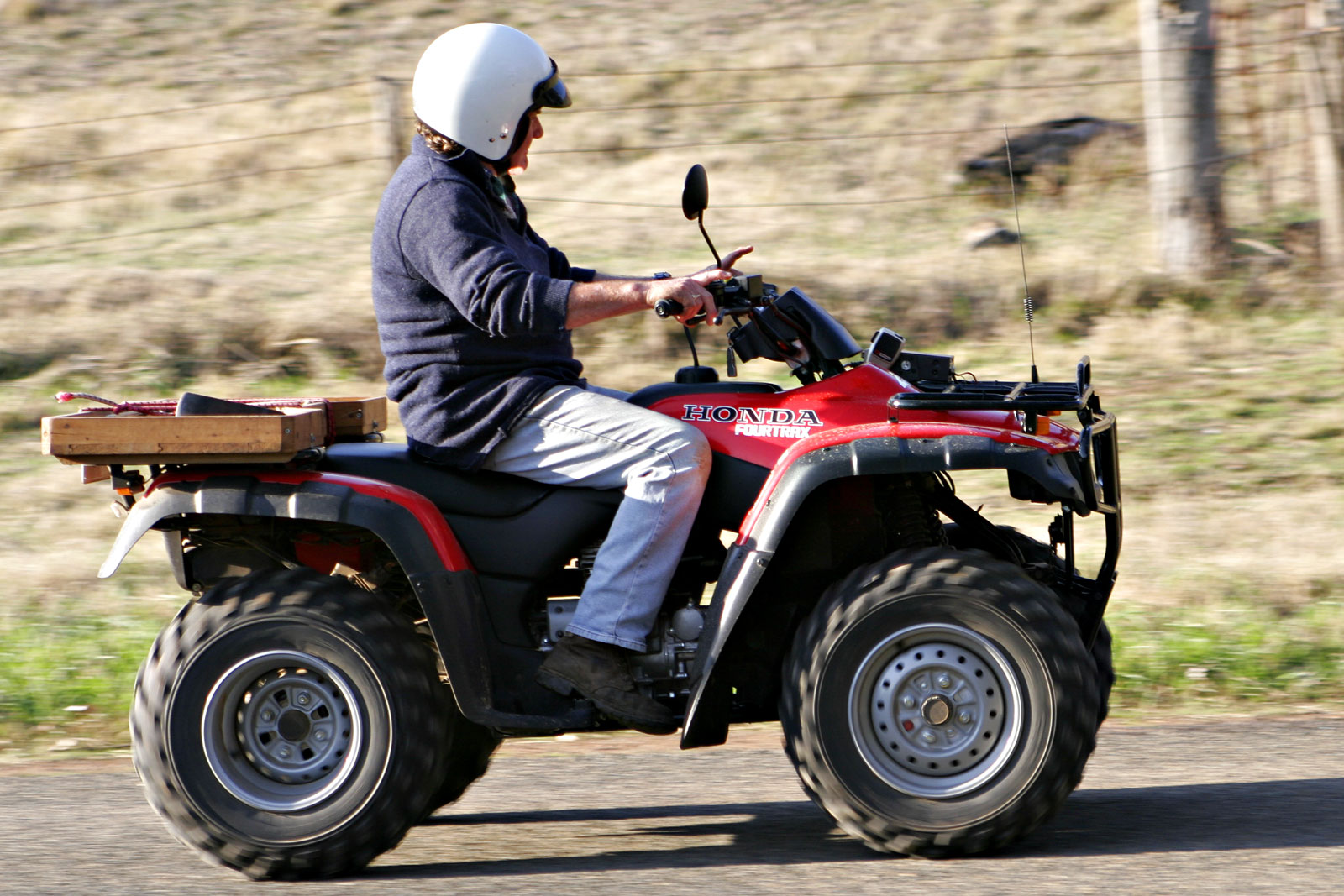